# ویسکی تانگو فاکسترات (فیلم)
ویسکی تانگو فاکسترات (انگلیسی: Whiskey Tango Foxtrot) فیلمی در ژانر کمدی-درام است که در سال ۲۰۱۶ منتشر شد. از بازیگران آن می‌توان به تینا فی، مارگو رابی، مارتین فریمن، آلفرد مولینا، کریستوفر ابوت و بیلی باب تورنتون اشاره کرد.

## داستان
در سال ۲۰۰۲، کیم بارکر (تینا فی) در طی یک انتساب جدید باید به افغانستان برود و اخبار جنگ را تهیه کند. او با این انتساب موافقت می‌کند و زندگی راحتش را در آمریکا رها می‌کند و به افغانستان می‌رود. حال او خود را در وسط جنگی خارج از کنترل می بیند و هر لحظه امکان دارد اتفاقی برایش رخ دهد. خوشبختانه او با یک روزنامه‌نگار به نام تیا (مارگو رابی) آشنا می‌شود. در ادامه او در بین شبه نظامیان، جنگ سالاران و افراد دیگر راز تبدیل شدن به یک خبرنگار موفق را کشف می‌کند.